# مقاطعة جيروفت
مقاطعة جيروفت (بالفارسية: Ŝahrestāne Jiroft) هي إحدى مقاطعات محافظة كرمان في إيران. عاصمة المقاطعة هي جيروفت.حسب تعداد 2006، بلغ عدد السكان 181,300 نسمة في 38,307 عائلة.

## معرض الصور

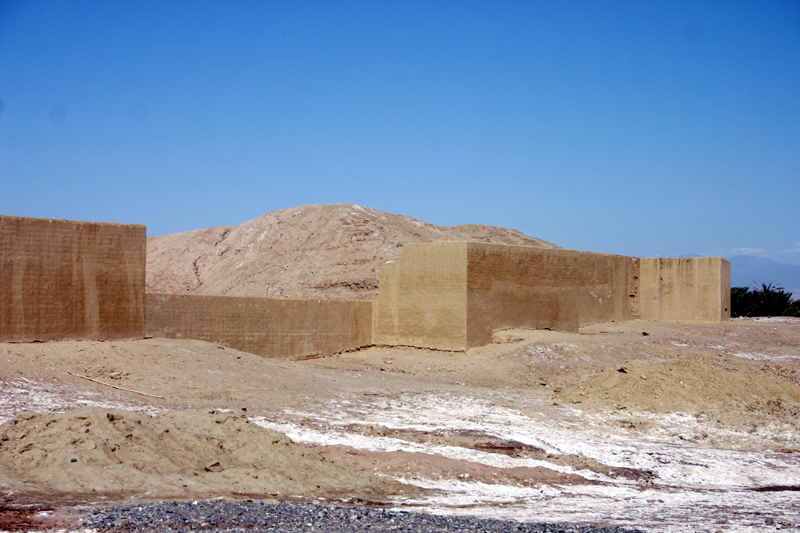
مقاطعة جيروفت
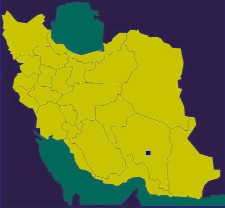
خريطة جيروفت